# ليموزين

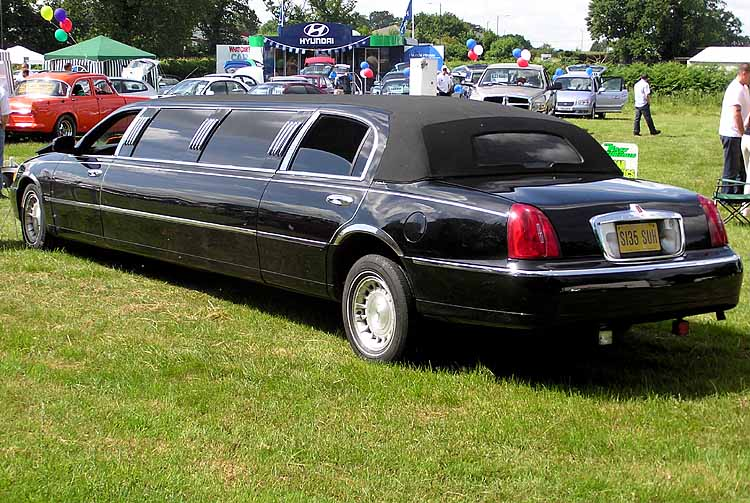
سيارة ليموزين من طراز لينكولن

الليموزين (بالإنجليزية: Limousine)‏ هي نوع من أنواع السيارات الفخمة جدا، وهذه السيارة طويلة جدا ويتراوح طولها من 4 إلى 30 متر . أول شركة صنعت سيارة الليموزين هي مرسيدس وهذه السيارة ذات تصميم فريد من بين السيارات الأخرى لإن الليموزين أولا ذات مقاعد مريحة مصنوعة من الجلد الطبيعي عالي النوعية كما أن مقاعدها منظمة على هيئة صالون أو غرفة جلوس ويوجد بها طاولة في وسط المقاعد، كما يوجد بها فتحة في السقف. ويوجد بها كغيرها من أنواع المرسيدس والسيارات الحديثة نظام منع الانزلاق وميزات السرعة كالشعور بالراحة في الطريق لإنها توسع قاعدة الإطرات عند السرعة التي هي أكثر من 120 كم/س وميزات الأمان تشمل الكيس الهوائي air bag) كما أن سرعتها القصوى قد تصل إلى 260 كيلومتر في الساعة، وأفضل ألوانها الأبيض والأسود والرصاصي. ويوجد فيها شاشات أجهزة تكييف تضبط درجة الحرارة المرغوبة وقارئ اقراص مضغوطة CD وعدد آخر من الميزات الأخرى.

## تاريخ
صُممت أول سيارة ليموزين في عام 1902، وحينها كان تصميم الليموزين مختلفاً عن الوقت الحاضر حيث كان السائق يقود تحت مقصورة مغطاة. كلمة ليموزين مشتقة من اسم منطقة ليموزان الفرنسية، يعود السبب في ذلك بأن غطاء محرك السيارة يُشبه ثياب الرعاة في هذه المنطقة.

## أنواع الليموزين
تصميم الليموزين بالغالب مُخصص لفصل مكان السائق عن الركاب في الخلف، ودائماً ما يفصل بينهما حاجز عازل للصوت، لحفظ خصوصية الركاب، وفي حال أراد السائق التواصل مع الركاب أو العكس فإما أن يقوم بفتح النافذة التي تفصل بينهم أو عبر الاتصال الداخلي.
- الليموزين التقليدي: عبارة عن سيارة ذو قاعدة عجلات كبيرة، تتسع لخمسة ركاب في الخلف مع راكبين في مقصورة السائق، فيكون العدد الإجمالي سبعة أشخاص إضافةً إلى السائق.
- الليموزين الفارهة: وتقوم بنقل ثلاثة أشخاص على الأقل.
- الليموزين الفريدة: وهي تصمم بشكل أكبر وأطول وبشكل لافت للنظر غير مألوف.
- ليموزين مستحدثة: وهي السيارات التي تكون على الطراز القديم كنوع من الأساليب المختلفة.

## رخصة القيادة
في بعض البلدان فإن السائق يحتاج إلى رخصة قيادة أخرى خاصة لقيادة الليموزين.

## معرض صور

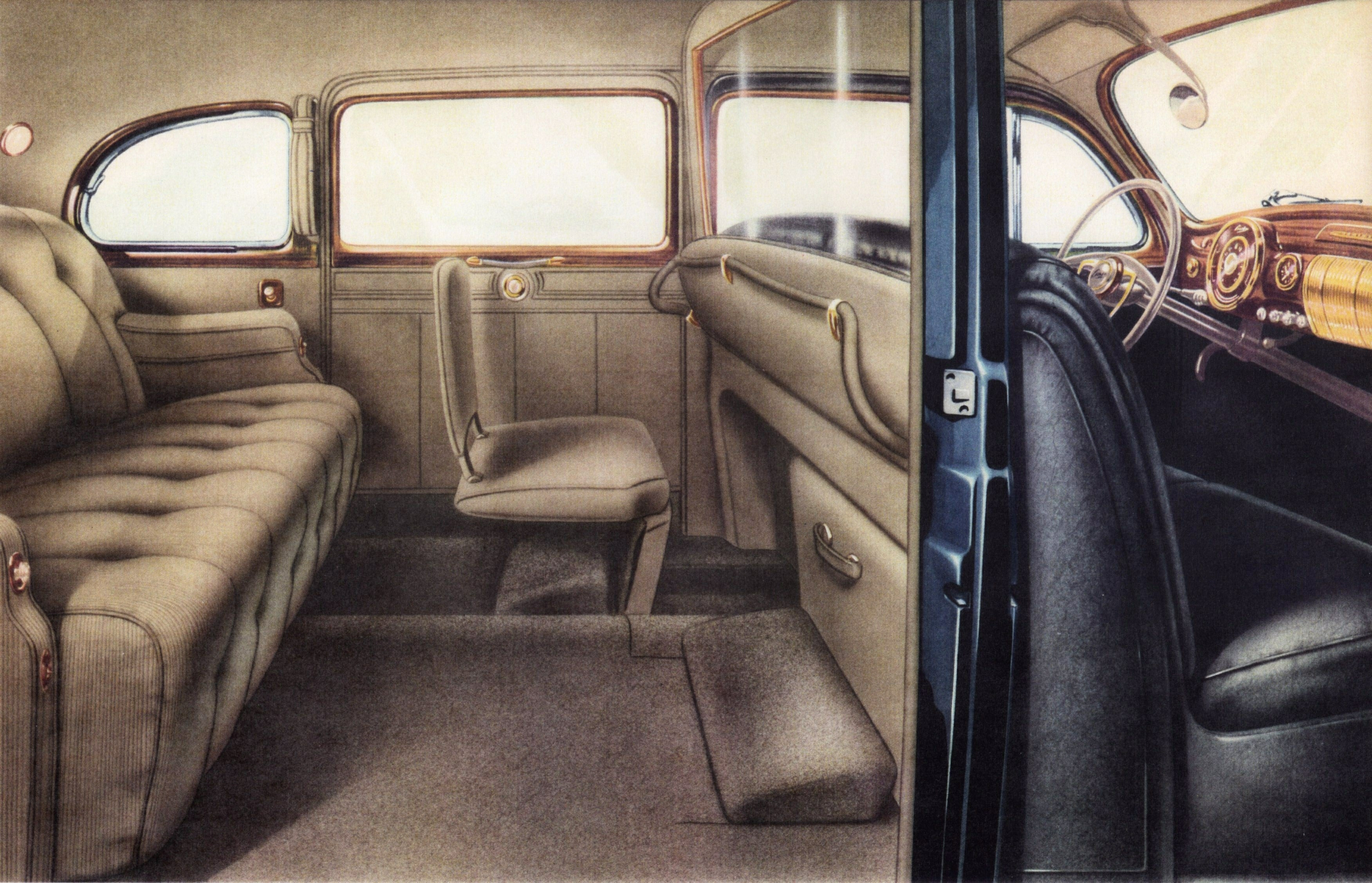
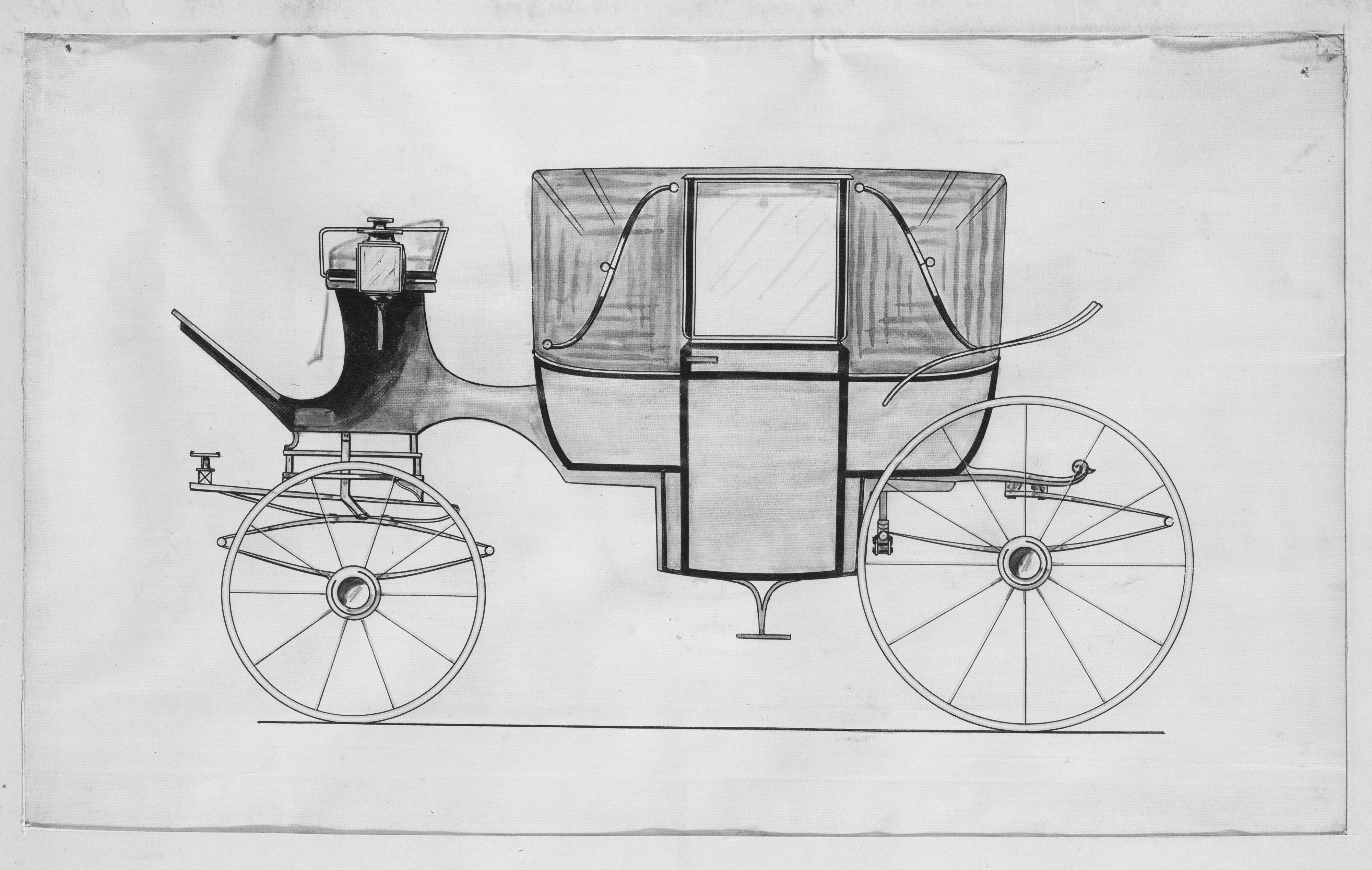
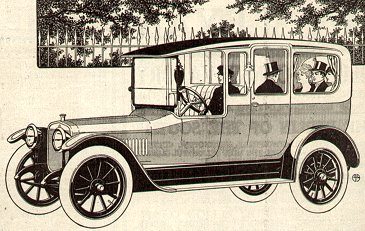